# NGC 4195
NGC 4195 este o low-surface-brightness galaxy⁠(d) situată în constelația Ursa Mare. A fost descoperită în 17 aprilie 1789 de către William Herschel.